# Notazione a frecce di Knuth
La notazione a frecce di Knuth è un tipo di notazione numerica, creata dall'informatico Donald Knuth per scrivere numeri molto grandi che nelle normale notazioni a cifre o esponenziale sarebbero impossibili da scrivere, come il numero di Graham.

## Definizione
La sequenza di iperoperazione è una sequenza di operazioni binarie {\displaystyle H_{n}(a,b)\,:\,(\mathbb {N} _{0})^{3}\rightarrow \mathbb {N} _{0}\,\!}, definita ricorsivamente come segue:
{\displaystyle H_{n}(a,b)={\begin{cases}b+1&{\text{se }}n=0,\\a&{\text{se }}n=1,b=0,\\0&{\text{se }}n=2,b=0,\\1&{\text{se }}n\geq 3,b=0,\\H_{n-1}(a,H_{n}(a,b-1))&{\text{altrimenti.}}\end{cases}}}
Notare che n = 0, l'operazione binaria essenzialmente si riduce a un'operazione unaria (funzione successiva) ignorando il primo argomento.
Per n = 0, 1, 2, 3, questa definizione riproduce le operazioni di base dell'aritmetica della funzione successiva (che è un'operazione unaria), addizione, moltiplicazione e esponenziazione, come:
{\displaystyle H_{0}(a,b)=b+1\,\!,}
{\displaystyle H_{1}(a,b)=a+b\,\!,}
{\displaystyle H_{2}(a,b)=a\cdot b\,\!,}
{\displaystyle H_{3}(a,b)=a^{b}\,\!,}
e per n ≥ 4 estende queste operazioni di base oltre l'esponenziazione in quella che può essere scritta in notazione a frecce di Knuth come
{\displaystyle H_{4}(a,b)=a\uparrow \uparrow {b}\,\!,}
{\displaystyle H_{5}(a,b)=a\uparrow \uparrow \uparrow {b}\,\!,}
...
{\displaystyle H_{n}(a,b)=a\uparrow ^{n-2}b{\text{ per }}n\geq 3\,\!,}
...

## Descrizione
Questa notazione si compone di un numero iniziale, seguito da un dato numero di frecce verso l'alto, seguita infine da un numero finale.
Il significato delle frecce è il seguente:
- una singola freccia verso l'alto rappresenta un elevamento a potenza;
- una doppia freccia verso l'alto ({\displaystyle \uparrow \uparrow }) rappresenta una tetrazione, ovvero una potenza ricorsiva;
- tre frecce ({\displaystyle \uparrow \uparrow \uparrow }) rappresentano una tetrazione ricorsiva;
- ogni successiva freccia incrementa la profondità di iterazione.

Il risultato è un aumento numerico estremamente elevato per ogni freccia aggiunta.
In termini numerici:
{\displaystyle 3\uparrow \uparrow 3=3^{3^{3}}=3^{27}=7625597484987}
{\displaystyle 3\uparrow \uparrow \uparrow 3=3\uparrow \uparrow (3\uparrow \uparrow 3)={\begin{matrix}&3\underbrace {\uparrow 3\uparrow 3\uparrow \dots \uparrow 3} \\&3\uparrow \uparrow 3{\text{ volte }}\end{matrix}}=3\uparrow \uparrow 3^{27}=\left.{\begin{matrix}3^{3^{\cdot ^{\cdot ^{\cdot ^{3}}}}}\end{matrix}}\right\}\left.{\begin{matrix}7625597484987\end{matrix}}\right.} volte
e via dicendo.

## Esempi
| n | Operazione (Hn(a, b))                                                                    | Definizione | Nomi                                    | Dominio                                                              |
| - | ---------------------------------------------------------------------------------------- | --- | --------------------------------------- | -------------------------------------------------------------------- |
| 0 | {\displaystyle 1+b}                                                                      | {\displaystyle {1+{\underbrace {1+1+1+\cdots +1} \atop {b{\mbox{ copie di 1}}}}}}                                                                                                | iper0, incremento, funzione successiva, | arbitrario                                                           |
| 1 | {\displaystyle a+b}                                                                      | {\displaystyle {a+{\underbrace {1+1+1+\cdots +1} \atop {b{\mbox{ copie di 1}}}}}}                                                                                                | iper1, addizione                        | arbitrario                                                           |
| 2 | {\displaystyle a\cdot b}                                                                 | {\displaystyle {{\underbrace {a+a+a+\cdots +a} } \atop {b{\mbox{ copie di }}a}}}                                                                                                 | iper2, moltiplicazione                  | arbitrario                                                           |
| 3 | {\displaystyle a^{b}} o {\displaystyle a\uparrow b}                                      | {\displaystyle {{\underbrace {a\cdot a\cdot a\cdot a\cdot \ldots \cdot a} } \atop {b{\mbox{ copie di }}a}}}                                                                      | iper3, esponenziazione                  | b reale, con alcune estensioni multivalore nei numeri complessi      |
| 4 | {\displaystyle ^{b}a} o {\displaystyle a\uparrow \uparrow b}                             | {\displaystyle {{\underbrace {a\uparrow (a\uparrow (a\uparrow (a\uparrow \cdots \uparrow a))...)} } \atop {b{\mbox{ copie di }}a}}}                                              | iper4, tetrazione                       | a ≥ 0 o un intero, b un intero ≥ −1 (con alcune estensioni proposte) |
| 5 | {\displaystyle a\uparrow \uparrow \uparrow b} o {\displaystyle a\uparrow ^{3}b}          | {\displaystyle {{\underbrace {a\uparrow \uparrow (a\uparrow \uparrow (a\uparrow \uparrow (a\uparrow \uparrow \cdots \uparrow \uparrow a))...)} } \atop {b{\mbox{ copie di }}a}}} | iper5, pentazione                       | a, b interi ≥ −1                                                     |
| 6 | {\displaystyle a\uparrow \uparrow \uparrow \uparrow b} o {\displaystyle a\uparrow ^{4}b} | {\displaystyle {{\underbrace {a\uparrow ^{3}(a\uparrow ^{3}(a\uparrow ^{3}(a\uparrow ^{3}\cdots \uparrow ^{3}a))...)} } \atop {b{\mbox{ copie di }}a}}}                          | iper6, esazione                         | a, b interi ≥ −1                                                     |